# Águas Claras (Manaus)
O Águas Claras é um bairro situado na Zona Norte do município brasileiro de Manaus, capital do estado do Amazonas. Surgiu dos loteamentos datados de 1996 denominados Águas Claras I, Águas Claras II, Parque das Garças I, Parque das Garças II, porém o nome Águas Claras acabou atribuído popularmente a todas estas áreas. Foi transformado em bairro modelo durante a administração do prefeito Arthur Virgílio Neto em 2017. Atualmente está englobado dentro do superbairro Novo Aleixo.

## Atualidade
Atualmente o bairro possui aproximadamente 3 041 habitantes. Possui apenas uma escola de nível secundarista (Escola Municipal Paulo Graça), uma UBS (UBS Prefeito Frank Abrahim), uma creche municipal, 2 praças públicas e diversos pontos de área verde. Por sua localização privilegiada, possui várias opções de linhas de ônibus coletivo que interliga a comunidade a vários pontos da cidade. Entretanto, no interior do bairro ainda é possível encontrar regiões sem acesso ao transporte coletivo. O conjunto ainda carece de rede de esgoto, água encanada e asfalto adequados em diversos pontos.

## Questões jurídicas

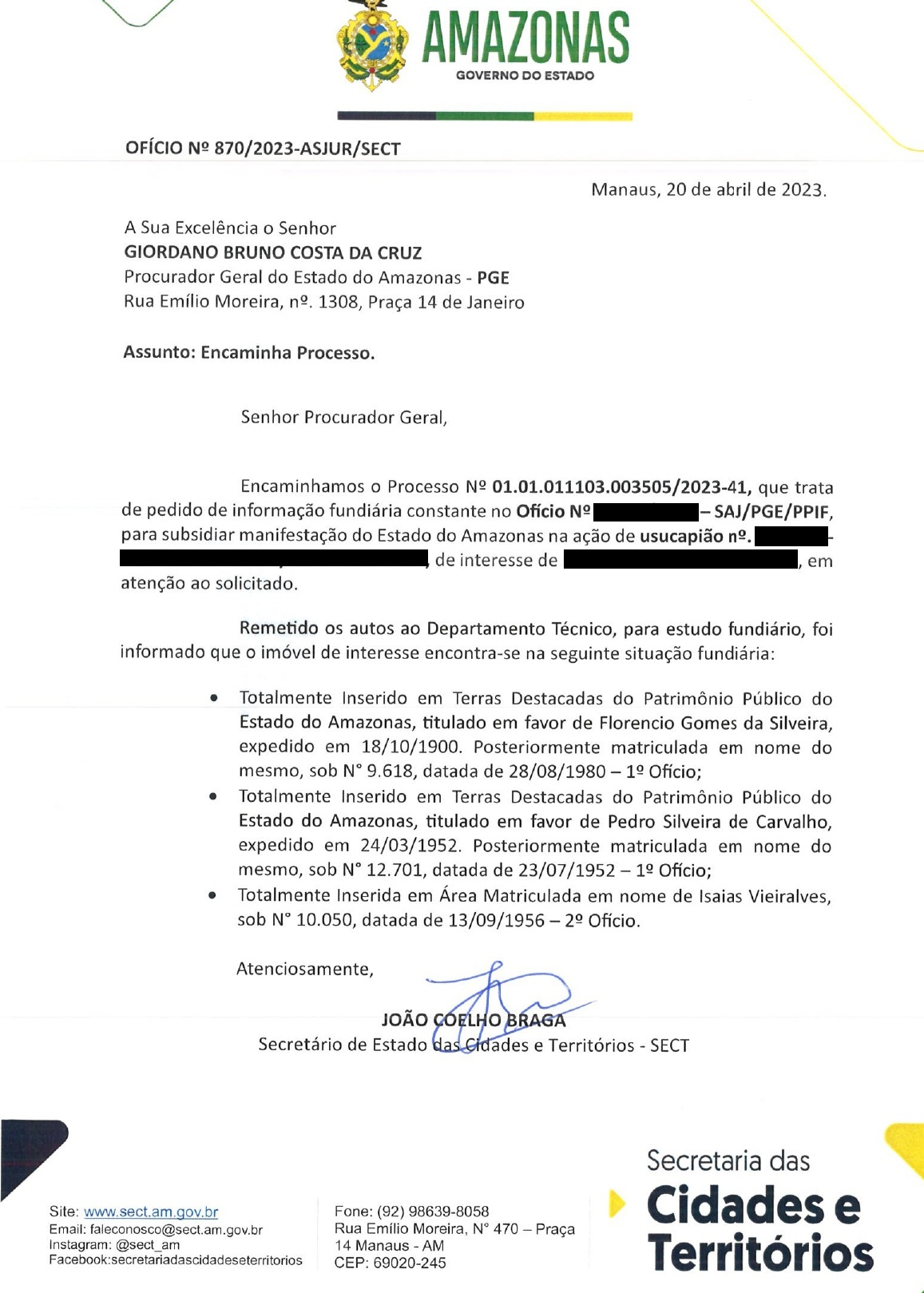
Manifestação da Secretaria das Cidades e Territórios narrando a situação fundiária de um imóvel no bairro Águas Claras localizado na área de sobrescrição de áreas de matrículas.

No bairro há diversos processos em curso de reivindicação de imóveis. Segundo registros cartorários quase toda a área do bairro possui 3 matrículas ativas: 
- uma iniciada em 1900 a partir de título definitivo cedido pelo Governo do Estado do Amazonas a Florêncio Gomes da Silveira e registrado em 1980
- uma segunda iniciada em 1952 a partir de título definitivo cedido pelo Governo do Estado do Amazonas a Pedro Silveira de Carvalho,
- uma terceira de 1956, originada de uma outra de 1927 que não possui título anterior, logo se tratava de uma invasão irregular da área posto que neste ano de 1927 o proprietário era Florêncio Gomes da Silveira desde 1900. Na transcrição de 1927 é registrada uma escritura de compra e venda onde o comprador e todos as vendedoras eram da mesma família, e não tinham uma documentação anterior que legitimasse o porquê haveriam de ter direito a área.

Justamente a matrícula irregular (de 1956, originada da de 1927) foi transferida para imobiliárias, que apesar de a área já estar registrada legitimamente em nome de Pedro Silveira de Carvalho desde 1952, conseguiram efetuar junto a prefeitura o loteamento que deu origem ao bairro. Por conta desta sobreposição de áreas de matrículas o local tem sido palco de diversas batalhas judiciais.
Também houve várias invasões a áreas verdes, gerando desmatamento, mortandade de animais e destruição de pequenos rios chamados na região de igarapés.

## Transportes
A Avenida das Torres — uma das principais da cidade — passa pelo bairro, assim como a Avenida Nathan Xavier de Albuquerque.
O Águas Claras é servido pela empresa de ônibus Expresso Coroado, com as linhas 073, 043 e 461.